# Moerewa
Moerewa – miasto w Nowej Zelandii, na Wyspie Północnej, w regionie Northland.